# Spectravideo
Spectravideo, или SVI, — американская компания, основанная в 1981 году Гарри Фоксом (Harry Fox) под названием «SpectraVision». Изначально занималась производством видеоигр для игровых консолей Atari 2600 и ColecoVision, и домашнего компьютера Commodore VIC-20. Впоследствии также занималась производством собственных бытовых компьютеров; некоторые из них были совместимы со стандартами MSX и IBM PC. Наиболее известным продуктом фирмы является серия джойстиков Quickshot, первый из которых был разработан одним из основателей компании, и запатентован в 1982 году.
Первой попыткой выхода компании на рынок аппаратного обеспечения был выпуск дополнения для Atari 2600, называвшегося Spectravideo CompuMate (Universum в Германии). Оно представляло собой мембранную клавиатуру, с помощью кабелей подключающуюся к слоту картриджа и портам джойстиков консоли. С помощью подобного устройства игровая консоль получала функции простейшего бытового компьютера.
Первыми полноценными бытовыми компьютерами Spectravideo были компьютеры SV-318 и SV-328, выпущенные в 1983 году. В них использовался процессор Zilog Z80A, работающий на частоте 3,6 МГц. Различия между этими компьютерами заключались в дизайне клавиатуры, а также в объёме оперативной памяти — модель SV-318 имела 32 КБ ОЗУ, модель SV-328 — 80 КБ, из которых 16 КБ использовались в качестве видеопамяти. Компьютеры имели встроенный интерпретатор Microsoft Extended Basic, а также, при наличии опционального контроллера дисковода, операционную систему CP/M. Также существовало большое количество дополнительных устройств, например, адаптер, с помощью которого становилось возможным использование игр от игровой консоли ColecoVision.
Компьютеры SV-318 и SV-328 являлись предшественниками компьютеров стандарта MSX. Они не были полностью совместимы со стандартом, хотя отличия от него были незначительны.
Более поздние модели, SVI-728 (1984) и SVI-738, также известный как X'Press (1985), были полностью совместимы со стандартом MSX1. В модели SVI-738 использовался видеоконтроллер Yamaha V9938, являвшийся стандартным видеоконтроллером для компьютеров стандарта MSX2.
Компьютер SVI-838 (1986), также известный как X'Press 16, представлял собой IBM PC-совместимый компьютер с поддержкой MSX2. Он содержал компоненты, типичные для обоих стандартов — в частности, процессор Intel 8088 и видеоконтроллер V9938. Этот компьютер стал последним, производившимся Spectravideo.
Вся продукция Spectravideo до 1984 года имела обозначения SV-xxx, где xxx — трёхзначное число. Обозначение также могло дополнительно содержать букву A или B после числа. С 1984 года обозначения всех продуктов были изменены на SVI-xxx.
В настоящее время название Spectravideo используется английской компанией SpectraVideo Plc, ранее известной как Ash & Newman. Эта компания была основана в 1977 году, и приобрела имя Spectravideo у компании Bondwell (владельца SVI) в 1988 году. Компания занимается продажей собственной линейки продуктов под маркой Logic3, и не имеет никакого отношения к старой продукции Spectravideo.